# Jerzy Faryno
Jerzy Faryno (ur. 18 lutego 1941) – polski literaturoznawca, rusycysta. 

## Życiorys
Ukończył w roku 1964 studia filologii rosyjskiej na Uniwersytecie Warszawskim. Po dyplomie prowadził na macierzystej uczelni działalność dydaktyczną do roku 1974. 
W latach 1974–1996 wykładał na Wyższej Szkole Rolniczo-Pedagogicznej – Akademii Podlaskiej w Siedlcach, od roku 1992 profesor nadzwyczajny. Od 1991 docent szwedzkojęzycznego uniwersytetu Åbo Akademi w Turku (Finlandia), emerytowany profesor Instytutu Slawistyki PAN. W roku 1973 uzyskał doktorat na Uniwersytecie Gdańskim na podstawie pracy o twórczości Mariny Cwietajewej. W roku 1986 uzyskał habilitację na podstawie pracy o twórczości Jewgienija Winokurowa.
Jest członkiem kolegiów redakcyjnych "Essays in Poetics" (Keele, Wielka Brytania), "Диалог. Хронотоп. Карнавал" (Witebsk, Białoruś), "Philologia" (Rīga, Łotwa) oraz  "Вестник Молодых Ученых" (Petersburg)

## Dzieła (wybór)
- Wstęp do semantycznej interpretacji tekstu literackiego. (Dla studentów-rusycystów), Warszawa 1972.
- Введение в литературоведение. Часть I. – Wstęp do literaturoznawstwa. Część I., Katowice 1978.
- Введение в литературоведение. Часть II. – Wstęp do literaturoznawstwa. Część II., Katowice 1980.
- Введение в литературоведение. Часть III. – Wstęp do literaturoznawstwa. Część III., Katowice 1980.
- Мифологизм и теологизм Цветаевой. («Магдалина» – «Царь-Девица» – «Переулочки»). Wien 1985.
- Поэтика Пастернака. («Путевые записки» – «Охранная грамота»). Wien 1989.
- Белая Медведица – Ольха – Мотовилихаи – Хромой из господ. Археопоэтика «Детства Люверс» Бориса Пастернака. Stockholm 1993.
- Dešifriranje ili Nacrt eksplikativne poetike avangarde, Zagreb 1993.